# Gauche Radicale
Gauche Radicale GR, Nederlands: Radicaal Links, was een parlementaire groepering in het parlement van Frankrijk, in de Kamer van Afgevaardigden, onder de Derde Republiek.
De Radicaux Indépendants en de Parti radical waren onderdeel van de groepering. De groepering bestond van 1901 tot 1914 toen de groepering in de Gauche radicale socialiste GRS opging. De politieke koers van de groepering is in de loop van haar bestaan veranderd.
De fractie van Gauche Radicale bestond uit parlementariërs behorende tot de Radicaux Indépendants. Van oorsprong bestond de Gauche Radicale uit leden van de Parti Radical-Socialiste PRS. Leden van de PRS waren of lid van de GR of van de GRS. Er werd in 1914 door de PRS besloten dat alleen leden van de GRS zich voortaan bij de PRS-fractie in de Kamer van Afgevaardigden mochten aansluiten. De leden van de Gauche Radicale die overbleven waren leden, die geen lid van de PRS waren geworden en oud-leden van de PRS, die tegen samenwerking met de Section Française de l'Internationale Ouvrière, de socialistische partij, waren gekant, maar weigerden in de centrumrechtse Alliance Démocratique op te gaan. Daarvoor achtten zij zich te links. 
De Gauche Radicale werd meer op het politieke centrum gericht: open blijven staan voor samenwerking met andere linkse partijen, maar wanneer het uitkwam conservatief. 
De Gauche Radicale kwam na de Tweede Wereldoorlog niet meer terug. Veel van haar vooroorlogse leden sloten zich bij de Rassemblement des Gauches Républicaines aan.
De parlementaire groepering van Gauche Radicale in de Senaat was de Union Démocratique et Radicale.